# Eriopyga iole
Eriopyga iole là một loài bướm đêm trong họ Noctuidae.